# Lazdijai

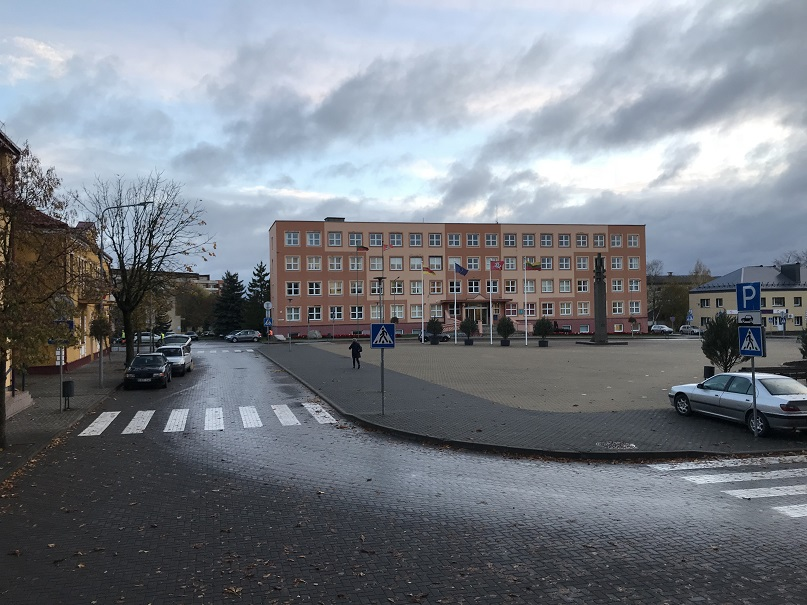
Het centrale plein in Lazdijai met het raadhuis

Lazdijai is een stad in Litouwen en is 7 kilometer verwijderd van de grens met Polen. In 1990 werd Lazdijai belangrijker doordat het grensposten kreeg na de onafhankelijkheidsverklaring van Litouwen.

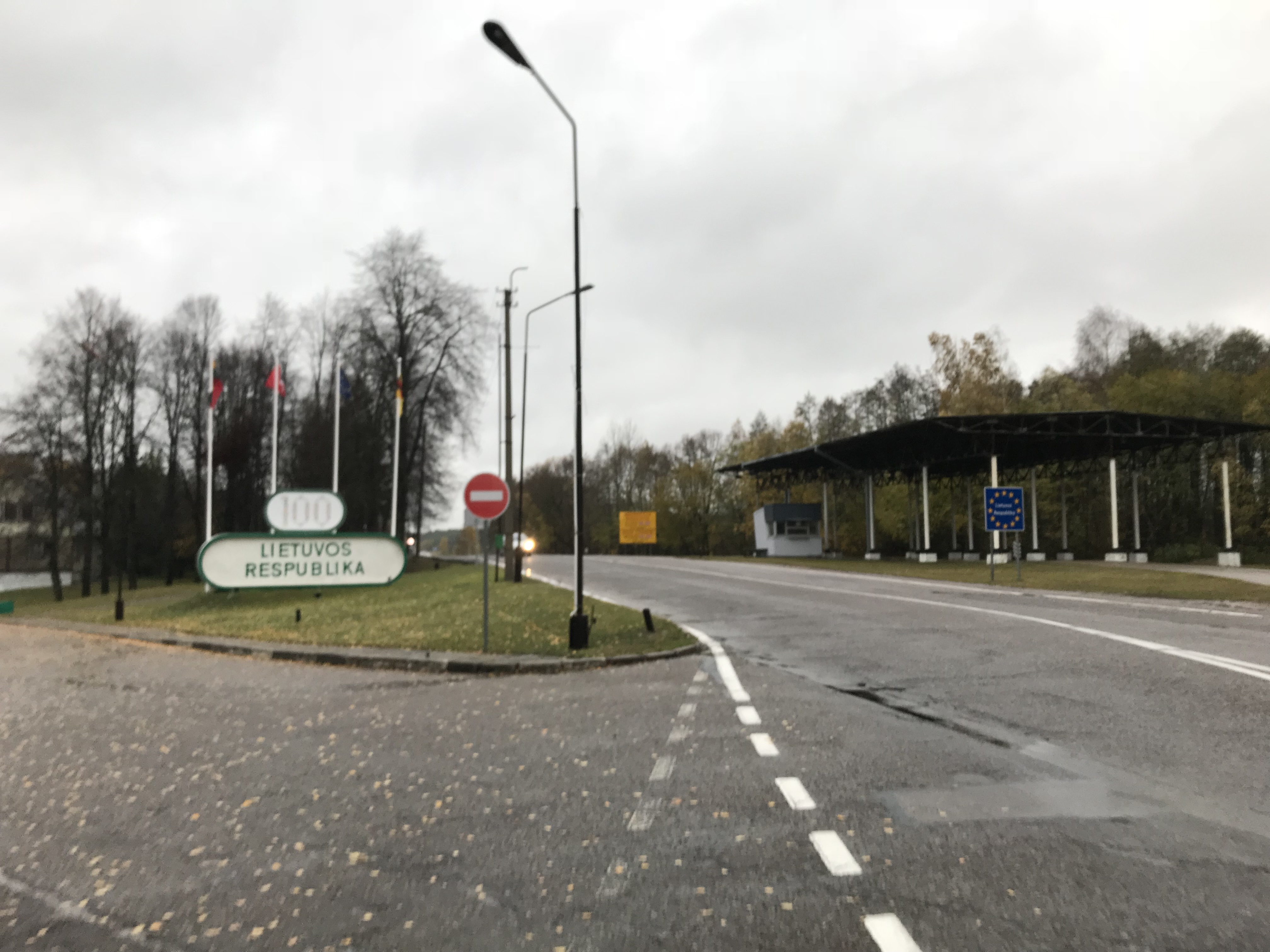
De grensovergang Lazdijai gezien vanaf Ogrodniki